# Josef Kilian
Josef Kilian (ur. 17 czerwca 1910 w Norymberdze, zm. 5 lipca 1984 we Frankfurcie nad Menem) – więzień funkcyjny w niemieckim obozie koncentracyjnym Mittelbau-Dora i zbrodniarz nazistowski.
Więzień kryminalny w obozie Mittelbau-Dora (Nordhausen) (do 1 października 1944 był to podobóz Buchenwaldu) od grudnia 1943 do kwietnia 1945. Najpierw, do lata 1944, sprawował funkcję starszego bloku, a następnie mianowany został głównym wykonawcą egzekucji w obozie i kapo w bloku więziennym. Kilian powiesił około 250 więźniów. Zdarzało się, że egzekucje miały charakter masowy (przykładowo w marcu 1945, gdy zamordowano w ten sposób ponad 50 więźniów). Gdy ofiary nie umierały od razu, Kilian zwykle katował je na śmierć. Znęcał się nad więźniami również w innych sytuacjach.
Kilian został osądzony po zakończeniu wojny przez amerykański Trybunał Wojskowy w Dachau w procesie załogi Mittelbau-Dora (US vs. Kurt Andrae i inni) i skazany na karę dożywotniego pozbawienia wolności.